# オルフェウスの窓 -イザーク編-
宝塚グランドロマン『オルフェウスの窓』 -イザーク編-（オルフェウスのまど イザークへん）は宝塚歌劇団のミュージカル作品。
原作は池田理代子作の同名漫画『オルフェウスの窓』。
脚本・演出は植田紳爾。演出は阿古健。作曲・編曲は寺田瀧雄、高橋城。
- 星組が1983年4月2日から4月29日[2]（新人公演・第一部と第三部：4月20日[3]）に東京宝塚劇場で、同年6月24日から8月9日[1]（新人公演・第一部：7月12日[3]、新人公演・第二部と第三部：7月26日[3]）に宝塚大劇場で上演。
- 東京公演が通年公演ではなかったため、東京宝塚劇場からはじまり、宝塚大劇場公演という珍しい演目でもある。

## 概要
ロシア革命前夜の東欧を舞台とする。
運命に導かれて男装の麗人・ユリウスを愛しながら結ばれることなく、音楽の道一筋に生き抜いていくイザークの半生を描いている。
三部構成である。
- 第一部　愛と悲しみの旅立ち
- 第二部　別れに涙と微笑みを
- 第三部　ダンス・ダンス・ダンス！

星組トップスター・瀬戸内美八のさよなら公演。瀬戸内は大劇場千秋楽の翌日、1年間のアメリカ留学へ出発した。

## 主な配役
- イザーク：瀬戸内美八（東京・第一部と第三部：日向薫、宝塚・第一部：三城礼、宝塚・第二部と第三部：紫苑ゆう）[3]
- ユリウス：峰さを理（東京・第一部：あづみれいか、宝塚・第一部：燁明、第二部：あづみれいか）
- クラウス：榛名由梨（東京・第一部：大浦みずき、宝塚・第一部・第二部：日向薫）
- ロベルタ：姿晴香（東京・第一部と第三部：秋篠美帆、宝塚・第一部：南風まい、宝塚・第二部と第三部：秋篠美帆）[3]

※榛名由梨は専科からの特別出演。「（）」は新人公演・配役。

## 主な楽曲
- オルフェウスの窓（作詞：植田紳爾 作曲：寺田瀧雄）
- ユリウスお前こそ（作詞：植田紳爾 作曲：寺田瀧雄）
- 白き大地
- 黄昏のウィーン
- 星空のボレロ（作詞：植田紳爾 作曲：高橋 城）
- オーバーチュアー（作曲：高橋 城）

関連(曲)
- ノクターン 夜想曲 第2番 変ホ長調 作品9の2/作曲 ：ショパン
- 皇帝：ベートーベン

## 宝塚大劇場公演のデータ
形式名は「宝塚グランド・ロマン」。3部40場。 

### スタッフ（宝塚大劇場のデータ）
- 脚本・演出：植田紳爾
- 演出：阿古健
- 音楽：寺田瀧雄（第一部と第二部）、高橋城（第三部）
- 音楽指揮：岡田良機（第一部）、橋本和明（第二部と第三部）
- 振付：喜多弘、岡正躬、羽山紀代美、黒瀧月紀夫
- 擬闘：金田治
- 装置：渡辺正男
- 衣装：静間潮太郎
- 照明：今井直次
- 音響：松永浩志
- 小道具：上田特市
- 効果：扇野信夫
- 演技監督：美吉左久子
- 演出助手：谷正純、日比野桃子
- 制作：久国高